# Osbert (Bischof)
Osbert († 1231 in Holyrood Abbey) war ein schottischer Geistlicher. Von etwa 1227 bis 1230 war er Bischof von Dunblane.
Nach dem Amtsverzicht des gewählten, aber noch nicht geweihten Bischofs Ralph Anfang 1226 beauftragte Papst Honorius III. die Bischöfe William Malveisin von St Andrews, Andrew von Moray und Gilbert von Caithness, die Wahl eines neuen Bischofs für das Bistum Dunblane zu erlauben. Bei der Wahl wurde Osbert wurde gewählt, dessen Herkunft unbekannt ist. Er wurde zum Bischof geweiht, doch aus seiner Amtszeit sind kaum Urkunden erhalten. Unter seinen Vorgängern waren die Rechte und Einkünfte aus zahlreichen Pfarreien des Bistums an Klöster und andere Einrichtungen vergeben worden, so dass Dunblane nur noch über geringe Einkünfte verfügte. Angesichts dieser Armut erlaubte Osbert den Mönchen von Cambuskenneth Abbey, in drei Pfarreien Kapläne einzusetzen oder Kanoniker des Klosters mit den Aufgaben zu betreuen. 1230 schlichtete er während eines Konzils in Dundee einen Konflikt zwischen Arbroath und Balmerino Abbey. Aufgrund des desolaten Zustands seiner Diözese soll er 1230 auf sein Bischofsamt verzichtet haben und als Augustiner-Chorherr in Holyrood Abbey eingetreten sein, wo er wenig später starb. Möglicherweise musste Osbert aufgrund eines Konflikts mit Robert, 4. Earl of Strathearn, dem Patronatsherrn seiner Diözese, nach Holyrood Abbey flüchten. Nach seinem Tod erteilten Papst Gregor IX. und der schottische König Alexander II. dem Earl nicht die Erlaubnis, einen neuen Kandidaten für das Bischofsamt vorzuschlagen. Erst 1233 beauftragte der Papst drei schottische Bischöfe, einen neuen Bischof zu wählen.